# Дрекслер, Эрик
Ким Эрик Дрекслер (род. 25 апреля 1955, Окленд, Калифорния) — американский учёный, инженер, известный популяризатор нанотехнологий. Автор концепции нанотехнологического механосинтеза, первый теоретик создания молекулярных нанороботов, концепции «серой слизи».

## Биография
В начале 70-х годов К. Эрик Дрекслер попал под сильное влияние идей, изложенных в докладе Римского клуба «Пределы роста». Уже на первом курсе Массачусетского технологического института он начал искать тех, кто работал над поиском внеземных ресурсов. Он нашел доктора Жерара К. О’Нила, известного физика из Принстонского университета, делавшего сильный акцент в своих научных исследованиях на ускорителях частиц и известного своей работой по концепции колонизации пространства.
Дрекслер участвовал в исследованиях NASA на тему космических поселений в 1975 и 1976 годах. Он разрабатывал на основе нанотехнологий высокоэффективные солнечные батареи. Он активно участвовал в космической политике, помогая L5 Society заключить соглашение о деятельности государств на Луне и других небесных телах.
В конце 1970-х годов он начал развивать идеи молекулярной нанотехнологии (МНТ). В 1979 году Дрекслер ознакомился с известным докладом Ричарда Фейнмана «Внизу полным-полно места: приглашение в новый мир физики» (There’s Plenty of Room at the Bottom/ An Invitation to Enter a New Field of Physics).
Термин «нанотехнологии» был придуман профессором токийского университета Норио Танигути в 1974 году для описания изготовления материалов с нанометровой точностью, и используется Дрекслером в своей книге 1986 Машины создания: Грядущая эра нанотехнологии, чтобы описать то, что позже стало известно как молекулярная нанотехнология (МНТ). В этой книге он предложил идею нано «ассемблера», который будет в состоянии построить копию себя и других объектов произвольной сложности, а также в гл. 9 описал гипотетический сценарий оживления крионированных людей. Он также впервые придумал термин «серая слизь», чтобы описать то, что может произойти, если гипотетическая самовоспроизводящаяся молекулярная нанотехнология выйдет из под контроля.
Дрекслер учился в Массачусетском технологическом институте. Он получил диплом бакалавра в междисциплинарных науках в 1977 году и степень магистра в 1979 году в аэрокосмической промышленности. В 1991 году он получил степень доктора философии под эгидой MIT Media Lab. он получил докторскую степень в области молекулярной нанотехнологии (первым в этой области). Его книга «Наносистемы» получила премию AAP в номинации «Лучшая компьютерная книга 2002 года».
В 1986 году Эрик Дрекслер основывает вместе с женой Кристин Петерсон Foresight Institute, главной целью которого является исследование перспектив расширения возможностей человека с помощью нанотехнологий и связанных с этим рисков. Дрекслер и Петерсон прекратили свой 21-летний брак в 2002 году. Дрекслер покинул организацию в 2005 году.
В 2004 году Дрекслер подписал открытое письмо учёных в поддержку крионики.
C 2005 года Дрекслер работает главным техническим консультантом в компании Nanorex, производящей программное обеспечение, используемое в проектировании наноструктур. Он получил докторскую степень в области молекулярной нанотехнологии (первым в этой области). Живёт Дрекслер в Лос-Альтос, Калифорния. Он также входит в состав директоров Американского национального аэрокосмического общества и является членом Химического общества, Протеинового общества.
В 2006 году Дрекслер женился на Розе Ван, которая раньше была инвестиционным банкиром, а теперь работает с Ashoka: Innovators for the Public.

## В России

Эрик Дрекслер на Международном форуме по нанотехнологиям Rusnanoexpo 2011

Эрик Дрекслер выступал на IV Международном Форуме по нанотехнологиям, организуемом ОАО «Роснано», который прошёл в Москве с 26 по 28 октября 2011 года, а также в Политехническом музее. На этом форуме Дмитрий Медведев назвал учёного «легендой».
Есть определенные преимущества в работе с технологиями атомарного производства. Весь мир состоит из атомов, поэтому чрезвычайно полезно использовать атомы в создании материалов. Так, материалы, созданные из атомов углерода, могут быть в 100 раз плотнее, чем кремний, и гораздо лучше, чем материалы, которые используются в настоящее время для построения космических кораблей.

## Награды
Книга «Nanosystems Molecular Machinery Manufacturing and Computation» в 1992 году Ассоциацией американских издателей была названа лучшей книгой в области компьютерных наук.

## Эрик Дрекслер в научной фантастике
Дрекслер упоминается в научно-фантастической книге «Алмазный век» как один из главных героев мира будущего, который основан на идеях нанотехнологий.
В научно-фантастическом романе Newton's Wake: A Space Opera Кена Маклеода «Дрекслер» — это нанотехнологический ассемблер, который способен преобразовывать почти всё, что может поместиться в объёме конкретной машины — носовом отсеке космического корабля.
Дрекслер также упоминается в научно-фантастической книге Decipher Стэла Павлоу. Его книга упоминается в качестве одной из отправных точек в создании наноассемблера, а также в ней даётся представление о наилучшем способе применения фуллерена.
Джеймс Роллинс ссылается на книгу Дрекслера «Машины созидания» в своем романе «Excavation», где он использует теорию молекулярных машин Эрика, как возможное объяснение возникновения таинственного «Вещества Z» в этой истории.
Дрекслер также упоминается в последней работе покойного доктора Тимоти Лири «Design for Dying» в разделе «Мутация».
Упоминается в книге «Гарри Поттер и методы рационального мышления» Элиезера Юдковского.

## Книги Эрика Дрекслера
- Машины создания (1986)
  - Доступно на online at e-drexler.com Архивная копия от 8 января 2009 на Wayback Machine
  - Доступно online на русском языке на МАШИНЫ СОЗДАНИЯ: Грядущая эра нанотехнологии Архивная копия от 15 ноября 2009 на Wayback Machine
- Безграничное будущее (Unbounding the Future, 1991; совместно с Christine Peterson[англ.] и Gayle Pergamit) (ISBN 0-688-12573-5)
  - Доступно online и можно скачать бесплатно с Unbounding the Future: the Nanotechnology Revolution Архивная копия от 5 июня 2011 на Wayback Machine
- Nanosystems: Molecular Machinery Manufacturing and Computation Архивная копия от 8 октября 2019 на Wayback Machine (1992)
  - Доступно на английском языке на online at e.drexler.com Архивная копия от 8 октября 2019 на Wayback Machine
  - Докторская диссертация Дрекслера, «молекулярные машины, способные к вычислению». Ранние версии текста доступны online Архивная копия от 17 июля 2011 на Wayback Machine
- Engines of Creation 2.0: The Coming Era of Nanotechnology — Updated and Expanded Архивная копия от 18 мая 2018 на Wayback Machine, K. Eric Drexler, 647 страниц, (Февраль 2007) — иллюстрированное pdf издание, загрузка бесплатная.
- Radical Abundance: How a Revolution in Nanotechnology Will Change Civilization (2013) ISBN 1610391136